# Lanvellec
Lanvellec è un comune francese di 551 abitanti situato nel dipartimento delle Côtes-d'Armor nella regione della Bretagna.

## Monumenti e luoghi d'interesse

### Architetture civili
- Castello di Rosanbo (XVII secolo)[2][3]

## Società

### Evoluzione demografica
Abitanti censiti